# Dornau (Sulzbach am Main)
Dornau ist ein Gemeindeteil des Marktes Sulzbach am Main im unterfränkischen Landkreis Miltenberg in Bayern.

## Geographie
Das Kirchdorf liegt auf 223 m ü. NHN an der Kreisstraße 31 zwischen Sulzbach am Main und Kleinwallstadt. Östlich liegt die Gemeinde Leidersbach.

### Nachbargemarkungen
Folgende Gemarkungen grenzen an das Ortsgebiet von Dornau:
| Sulzbach am Main |                                             | Ebersbach   |
|                  | Kompassrose, die auf Nachbargemeinden zeigt | Leidersbach |
|                  | Kleinwallstadt                              |             |

## Geschichte
Dornau wurde im Jahr 1243 erstmals urkundlich erwähnt. Bis zum Reichsdeputationshauptschluss 1803 unterstand Dornau der Herrschaft des Erzstifts Mainz und lag dort auf dem Gebiet der Amtsvogtei Kleinwallstadt im Vizedomamt Aschaffenburg. Danach war es Teil des neu gegründeten Fürstentums Aschaffenburg, welches für die Jahre 1810 bis 1813 im Großherzogtum Frankfurt aufging. In dieser Zeit gehörte Dornau als eine Mairie zur Districtsmairie Kleinwallstadt des Departements Aschaffenburg. 1812 hatte Dornau 20 Feuerstellen und 113 Einwohner. Maire und Landzöller war Conrad Fries. Seine Adjuncte hießen Wilhelm Schüßler und Peter Priz.
Infolge des Pariser Vertrages vom 3. Juni 1814 kam Dornau zusammen mit dem Gebiet des früheren Fürstentums Aschaffenburg am 26. Juni 1814 zur Krone Bayern. 
Dort gehörte Dornau ab 1817 zum Landgericht III. Klasse Kleinwallstadt, Fürstentum Aschaffenburg, Unter-Mainkreis.
Im Zuge der Verwaltungsreformen in Bayern entstand mit dem Gemeindeedikt von 1818 die Landgemeinde Dornau. Im Jahr 1862 wurde das Bezirksamt Obernburg gebildet, auf dessen Verwaltungsgebiet Dornau lag. Wie überall im Deutschen Reich wurde 1939 die Bezeichnung Landkreis eingeführt. Dornau war nun eine der 35 Gemeinden im Landkreis Obernburg am Main (Kfz-Kennzeichen OBB). Am 1. Juli 1971 wurde die ehemals selbstständige Gemeinde Dornau nach Sulzbach am Main eingemeindet. Mit Auflösung des Landkreises Obernburg kam Dornau 1972 in den neu gebildeten Landkreis Miltenberg (Kfz-Kennzeichen MIL).